# Q Catering
Q Catering (от англ. Question of catering — вопрос питания) — австралийская компания бортового питания, входящая в группу авиакомпаний Qantas, является крупнейшим кейтеринг-оператором в Южном полушарии. 
Помимо авиакомпаний, Q Catering обслуживает аэропорты, железнодорожные компании, а также больницы и дома престарелых.
Среди основных клиентов Q Catering авиакомпании Qantas, QantasLink, Singapore Airlines, Thai Airways, Cathay Pacific, Air Pacific, Philippine Airlines, а также крупнейший австралийский железнодорожный перевозчик Great Southern Rail.
Q Catering предоставляет варианты питания от эконом- до премиум-класса, а также халяль-меню.